# Alex Smith
Alexander Douglas Smith (født 7. maj 1984) er en amerikansk fodbold quarterback, som spiller for NFL-holdet Washington Football Team.

## Karriere

### San Francisco 49ers
Alex Smith blev draftet af 49ers som den første overhovedet i 2005. Smith førte 49ers til deres første NFC-vest divisionstitel og første slutspilsejr siden 2002, men opnåede aldrig helt det som var håbet af ham. Efter at have fået en hjernerystelse under 2012 sæsonen blev han erstattet af Colin Kaepernick, og han fik aldrig sin startende rolle tilbage. Efter 2012 sæsonen blev han handlet til Kansas City Chiefs.

### Kansas City Chiefs
Alex Smiths bedste år var i Kansas City, hvor at han ledte Chiefs til at vinde deres første slutspils sejr siden 1994. I den tid som Smith spillede for Chiefs vandt kun Tom Brady og Russell Wilson flere kampe med deres respektive hold, end Smith gjorde med Chiefs. Efter 2017 sæsonen blev Smith handlet til Washington Redskins.

### Washington Redskins
Smith startede sin karriere i Washington godt, men led den 18. november 2018 en seriøs skade mod Houston Texans, som har sat hans spillekarriere i fare.